# Ноломайоки
Ноломайоки (Нолмарви, Конды-оя) — река в России, протекает по Республике Карелия. Устье реки находится в 5,9 км по правому берегу реки Сопа. Длина реки составляет 12 км.
Река берёт начало из озера Кондылампи на высоте 116,0 метров над уровнем моря. В среднем течении протекает через озёра Верхнее- и Нижнее Нолмъярви.

## Данные водного реестра
По данным государственного водного реестра России относится к Баренцево-Беломорскому бассейновому округу, водохозяйственный участок реки — Кемь от Юшкозерского гидроузла до Кривопорожского гидроузла. Речной бассейн реки — бассейны рек Кольского полуострова и Карелии, впадает в Белое море.
Код объекта в государственном водном реестре — 02020000912102000004324.